# Seth Wallquist
Seth Wallquist, född den 21 februari 1760 i Edsbergs socken, död den 27 juni 1836 i Eskilstuna, var en svensk präst. Han var bror till Olof Wallquist och far till Elof Wallquist.
Wallquist blev 1778 student vid Uppsala universitet, där han promoverades till filosofie magister 1788. Han prästvigdes 1785 och blev ordinarie hovpredikant 1789, kyrkoherde i Kuddby församling samma år, med tillträde 1791, prost 1792 och kyrkoherde i Eskilstuna stadsförsamling 1799. Wallquist var riksdagsman i prästeståndet vid riksdagarna 1809 och 1810. Han promoverades till teologie doktor 1813. Wallquist, som även var ledamot av Vasaorden och kontraktsprost över Västerrekarne, nitälskade oegennyttigt för folkupplysning, fattig- och sjukvård samt bibelspridning. Han översatte Spaldings och Zollikofers arbeten med mera.